# Digital Subscriber Line
Digital Subscriber Line (DSL ou xDSL), em português Linha Digital de Assinante, é uma família de tecnologias que são usadas para transmitir dados digitais sobre linhas telefônicas. Em termos de marketing de telecomunicações, o termo DSL é amplamente entendido como linha digital assimétrica de assinante (ADSL), a tecnologia DSL mais comumente instalada para acesso à Internet. O serviço DSL pode ser entregue simultaneamente com o serviço de telefonia cabeado na mesma linha telefônica. Isto é possível porque a DSL usa bandas de frequência maiores para dados. Nas instalações dos clientes, um filtro DSL em cada saída não DSL bloqueia qualquer interferência de alta frequência para permitir uso simultâneo de voz e serviços DSL.
A taxa de bits do consumidor de serviços DSL normalmente varia de 256 kbit/s a 100 Mbit/s na direção do consumidor (downstream), dependendo da tecnologia DSL, condições da linha e implementação de nível de serviço. As taxas de bits de 1 Gbit/s foram alcançadas em testes, mas a maioria das casas são suscetíveis de serem limitada a 500-800 Mbit/s. Em ADSL, a taxa de transferência de dados na direção upstream (a direção para o prestador de serviços) é menor, daí a designação de serviço como assimétrico. Em linha digital simétrica de assinante (SDSL), as taxas de dados downstream e upstream são iguais. Pesquisadores do Bell Labs atingiram velocidades de 10 Gbit/s, ao entregar serviços de acesso de banda larga simétricos de 1 Gbit/s usando linhas de telefone de cobre tradicionais. Entretanto, estas velocidades mais elevadas são resultados de laboratório. Uma pesquisa de 2012 constatou que a "DSL continua a ser a tecnologia dominante para o acesso de banda larga", com 364,1 milhões de assinantes em todo o mundo.

## Arquitetura
Na região entre o assinante e a central telefônica, a atual infra-estrutura de transmissão de voz utilizada pelas concessionárias de serviços públicos de telecomunicações é formada por um par de fios metálicos trançados e requer uma largura de banda de 300 a 3.400 Hz.
A tecnologia DSL utiliza técnicas digitais de processamento de sinais com freqüências de 4 kHz até 2,2 MHz sem interferir na faixa de voz, que são capazes de otimizar a utilização da largura de banda do par metálico com velocidades.
Há dois tipos de modulação para transmissões DSL, a saber:
- A modulação DMT (acrônimo para Discrete Multi-Tone), que foi selecionada como padrão pela ANSI através da recomendação T1.413 e, posteriormente, pela ETSI. Descreve uma técnica de modulação por multi-portadoras na qual os dados são coletados e distribuídos sobre uma grande quantidade de pequenas portadoras, com cada uma utilizando um tipo de modulação analógica QAM (Quadrature Amplitude Modulation). Os canais são criados utilizando-se técnicas digitais conhecidas como Transformadas Discretas de Fourier (vide Transformada de Fourier).
- A modulação CAP (acrônimo para Carrier-less Amplitude/Phase) determina uma outra versão de modulação QAM na qual os dados modulam uma única portadora, que depois é transmitida na linha telefônica. Antes da transmissão, a portadora é suprimida e, depois, é reconstruída na recepção.

## História
Foi inventada em 1989 por um engenheiro da Bell Labs. O seu uso começou no final da década de 1990 como forma de acesso à internet de banda larga.

## Tipos de DSL
- HDSL
- ADSL
- VDSL
- SDSL
- UDSL